# محمد سوجان
محمد سوجان (بنگالی: মোহাম্মদ সুজন؛ زادهٔ ۱ ژوئن ۱۹۸۲) بازیکن فوتبال اهل بنگلادش بود.
وی همچنین در تیم‌های ملی فوتبال بنگلادش و زیر ۲۳ سال بنگلادش بازی کرده است.